# Ulf Håkansson (idrottare)
Ulf Håkan Håkansson, född 21 juni 1942, är en svensk före detta idrottsman (långdistanslöpare). Han tävlade för IFK Norrköping och Enhörna IF. Håkansson vann SM-guld på 30 000 meter år 1972 och i maraton åren 1971–1972.